# Pseudatteria maenas
Espèce
Pseudatteria maenas est une espèce de lépidoptères (papillons) de la famille des Tortricidae. On la trouve au Panama.